# Zr.Ms. Balgzand (1990)
De Balgzand (Y8019) is een havensleepboot van de Nederlands marine gebouwd door de Deltawerf in Sliedrecht. De Balgzand is vernoemd naar een Wadplaat tussen Den Helder en Wieringen in de kop van Noord-Holland. De sleepboot wordt gebruikt om de kleinere schepen van de marine binnen te brengen en voor diverse andere sleepklussen in Den Helder.